# Alphonse Du Breuil
Pour les articles homonymes, voir du Breuil.
Alphonse du Breuil, né le 21 octobre 1811 à Rouen et mort le 19 avril 1890 à Avranches, est un horticulteur français, auteur d'une abondante littérature spécialisée d'arboriculture, d'arboriculture fruitière et de viticulture, arbres d'alignement, jardins potagers et d'ornements. Pédagogue, son enseignement s'est adressé autant aux professionnels qu'aux amateurs. Il est co-créateur de l'École du Breuil. Il a milité pour la plantation d'arbres dans les villes, le long des routes pour leurs effets favorables sur la qualité de l'environnement et la santé humaine et animale.

## Biographie
Son père est directeur du jardin des plantes de Rouen. En 1842, il y crée la première école pratique d’arbres fruitiers et d’arboriculture et enseigne l’arboriculture au Jardin des Plantes de Rouen. En 1848, Alphonse du Breuil est professeur d’agriculture à l’École d’agriculture et d’économie rurale du département de la Seine-Inférieure, professeur d’arboriculture au Jardin des plantes et à l’École normale primaire de Rouen. En 1846 est publié son Cours élémentaire théorique et pratique d’arboriculture qui reçoit une médaille d’or par la Société Impériale d’Horticulture de Paris et Centrale de France, ce livre est ensuite régulièrement réédité et complété.
En 1853, il est professeur d'arboriculture au Conservatoire national des arts et métiers à Paris. Il est chargé par l’Administration de l’agriculture d’assurer des conférences sur l’arboriculture fruitière dans tous les départements qui le souhaitent. Il donne ce cours jusque dans les années 1870. Il crée en 1867 avec Jean Darcel, ingénieur en chef des Ponts et Chaussées au Service des promenades et plantations de la ville de Paris, l’École municipale et départementale d’arboriculture de la ville de Paris, la future école Du Breuil.
Il est rédacteur en chef de la Revue horticole.
En 1870, il est domicilié au no 11 boulevard Saint-Germain à Paris. Il prend sa retraite en 1883. Il meurt à son domicile, rue Dame-Jeanne-Destouches à Avranches, le 19 avril 1890.

## Publications
- Culture perfectionnée et moins coûteuse du vignoble, Paris : Garnier, Masson, 1863[2]. C'est un traité de viticulture très complet.
- Les Vignobles et les arbres à fruits à cidre. L'olivier, le noyer, le mûrier et autres espèces économiques, Paris, Masson, Garnier, 1875[3]. Important cours d'agriculture.

Autres publications :
- Amélioration des cidres, copie d'une lettre adressée à M. le préfet de la Seine-Inférieure par MM. Du Breuil et J. Girardin, Rouen, Imprimerie de N. Périaux, [1841], in-8o, 6 p.
- Note sur deux nouvelles formes applicables aux arbres fruitiers en espaliers, lu à la Société centrale d'horticulture de Rouen dans sa séance du 3 septembre 1842, Rouen, Imprimerie de Vve F. Marie, [1842], in-8o, 11 p., avec planche. Extrait des Leçons de culture professées au Jardin des plantes de Rouen.
- Protestation contre l'élévation des droits sur le cidre et le poiré à l'octroi de Rouen, [signé : J. Girardin, Alph. Du Breuil], Rouen, Imprimerie de A. Péron, [1844], in-4o, 7 p.
- Enquête sur le cidre faite à Saint-Pierre-sur-Dives, le 6 octobre 1845, et dirigée par MM. J. Girardin et Du Breuil, membres de l'Association, professeurs à l'École départementale d'agriculture de la Seine-Inférieure, etc., Caen, Imprimerie de H. Le Roy, 1846, in-12, 41 p. (titre inclus). Illustration : vignette sur titre et 4 planches gravées, dans le texte : moulin à écraser les pommes, presse Révillon à percussion verticale, appareil à distillation continue de Derosne (planche dépliante) et appareil à distillation de Laugier[4].
- Cours élémentaire théorique et pratique d'arboriculture, contenant l'étude des pépinières d'arbres et d'arbrisseaux forestiers, fruitiers et d'ornement ; celle des plantations d'alignement forestières et d'ornement ; la culture spéciale des arbres à fruits à cidre et de ceux à fruits de table; précédé de quelques notions d'anatomie et de physiologie végétales ; ouvrage destiné aux élèves des écoles normales primaires, aux propriétaires et aux jardiniers du nord, de l'est et de l'ouest de la France, Paris : Victor Masson et Langlois et Leclercq, 1846, in-18, III-613 p., avec frontispice et planches hors texte et figures dans le texte. Réed. 1850[5], 1857[6].
- Cours d'arboriculture appliqué aux plantations des routes : [résumé des leçons professées à Bourg par M. Du Breuil] Ponts et chaussées, Département de l'Ain. Bourg. impr. de F. Dufour. 40 p.-2 pl. 1857[7].
- avec Jean Girardin, Cours élémentaires d'agriculture, Paris, Langlois et Leclercq, et V. Masson, 1850-1852, 2 vol. in-18[8]
- Des moyens de combattre le blanc de la vigne (Oidium Tuckeri). [signé : Du Breuil], Paris, Imprimerie de E. Duverger. s.d. [1851]. in-8o, 4 p., avec figures (extrait de la Revue horticole, 1er août 1851).
- Plantation des routes : résumé des notes recueillies aux leçons d'arboriculture données aux agents des ponts et chaussées de la Haute-Saône. Vesoul, impr. de L. Suchaux. 60 p.-X pl. 1857[9].
- Manuel d'arboriculture des ingénieurs : plantations d'alignement, forestières et d'ornement, boisement des dunes, des talus... / basé sur l'observation d'après les lois de la physiologie et de la thermochimie. Paris. Garnier fr. ed. Masson. 224 p. 1860[10].
- Arboriculture. Compte-rendu des leçons professées à Carcassonne, en novembre 1864, par M. Du Breuil. Carcassonne, L. Pomiès. 85 p. 1865[11].
- Instruction élémentaire sur la conduite des arbres fruitiers, Paris, Langlois et Leclercq, 1854, in-18, 180 p., avec figures dans le texte. Rééd. 1861[12], 228 p. 1870[13].
- Cours élémentaire d'arboriculture et de viticulture, résumé du cours public gratuit fait par M. André Menet, Mulhouse, Imprimerie de P. Baret, 1859, in-16, 88 p., avec planche.
- Culture des arbres et arbrisseaux à fruits de table, Paris, V. Masson et fils, 1868, in-12, 737 p., avec figures dans le texte[14].
- (en) The Scientific and Profitable Culture of Fruit Trees, London, 1872
- Cours d'arboriculture professé à la Société d'horticulture de Saint-Quentin, résumé par M. Georges Lecocq, Saint-Quentin, Imprimerie de L. Magnier fils, 1873, in-18, 86 p[15].
- Culture des arbres et arbrisseaux d'ornement ; plantations de lignes d'ornement, parcs et jardins. Paris  G. Masson. 1873. 388 p., 190 fig[16].
- Époque relative du bourgeonnement des principaux cépages français, Paris : J. Tremblay, 1880, grand in-8o, 12 p. (extrait des Annales de l'Institut national agronomique, no 3, 1878-1879).
- Principes généraux d'arboriculture. Anatomie et physiologie végétales. Agents de la végétation. Pépinières. Greffes, Paris, G. Masson et Garnier frères, 1876, in-18, 267 p., avec figures dans le texte.

## Distinctions
- Chevalier de la Légion d'honneur (8 août 1870)[17]

## Anthologie
- Alphonse Du Breuil, Cours d'arboriculture: Culture des arbres et arbrisseaux à fruits de table. Paris V. Masson et fils. 1868 (Avant-propos)[18]

« Les arbres [ ] influent sur la température en la rendant plus égale. Ainsi, dans les localités très-boisées, les chaleurs de l'été sont moins brûlantes, à cause de la fraîcheur que les arbres y entretiennent par leur ombrage; et les froids sont moins vifs en hiver, en raison de l'abri qu'ils procurent au sol. On sait également que ces mêmes localités sont moins exposées à la sécheresse que celles dépourvues de ces grands massifs d'arbres. L'observation prouve, en effet, que les arbres rassemblés en très-grand nombre attirent les nuages et déterminent la chute des eaux pluviales, et que leurs feuilles, frappées par les rayons solaires, répandent dans l'atmosphère des vapeurs aqueuses qui, pendant la nuit, donnent lieu à des rosées abondantes. [ ] Enfin, rappelons encore que les arbres agissent puissamment sur la santé de l'homme et des animaux en purifiant l'air atmosphérique et en le rendant ainsi plus propre à la respiration; les feuilles ont la propriété d'enlever à l'atmosphère la trop grande quantité de gaz acide carbonique formé dans les grands centres de population par la respiration des animaux, les foyers de combustion et autres causes diverses. Aussi, est-ce avec raison que l'on conseille de multiplier les plantations dans le voisinage des grandes villes et des habitations. »